# Jack Peñate
Jack Peñate (1984. szeptember 2.) brit zenész, énekes és vokalista.

## Élete
Gyerekkorától zenél, gitáron játszik. Egyik legismertebb dala a "Be The One". Az XL Recordinghoz szerződött.